# Осташ (половецкий хан)
Осташ (? — после 1127 года) — половецкий хан XII века.

## Биография
В 1127 году привёл вместе с ханом Оселуком 7000 воинов по приглашению Всеволода Ольговича, остановившись около Выря. Ханы послали послов к Всеволоду, но их послы были задержаны людьми Ярополка Владимировича и отправлены в Курск. Не дождавшись возвращения послов и опасаясь нападения, половцы ушли назад.
Дальнейшая его судьба неизвестна.